# Ca l'Ametller (Maçanet de la Selva)
Ca l'Ametller és una masia de Maçanet de la Selva (Selva) inclosa a l'Inventari del Patrimoni Arquitectònic de Catalunya.

## Descripció
Edifici de planta rectangular amb teulada de dos vessants a laterals amb un edifici més recent adossat a un costat i una part reformada a l'altra. Pel que fa a la façana del mas, de dues plantes i golfes, destaca la porta adovellada d'arc de mig punt i la finestra del primer pis, a sobre de la porta, amb un arc conopial i muntants de pedra. A més, encara es conserva el canal de pedra que desaigüava una de les estances del primer pis.
Entre els elements a destacar dels voltants del mas hi ha l'antiga era de batre, un pou i un abeurador actualment decoratiu.
Actualment està format per dos habitatges, el que ocupa el mas antic i el construït després de 1925.

## Història
Ca l'Ametller està documentat des del segle xiii (amb el nom de Mas Ardenya). Els Ametller hi residiren del segle xv al XX.
El 1925 el mas fou dividit en dos propitetats.